# Karlsplatz
Karlsplatz – ważna stacja węzłowa metra w Wiedniu na linii U1, U2 i U4. Została otwarta 25 lutego 1978.
Obecnie jest największą stacją przesiadkową w całej sieci Wiener Linien.